# Mani Matter

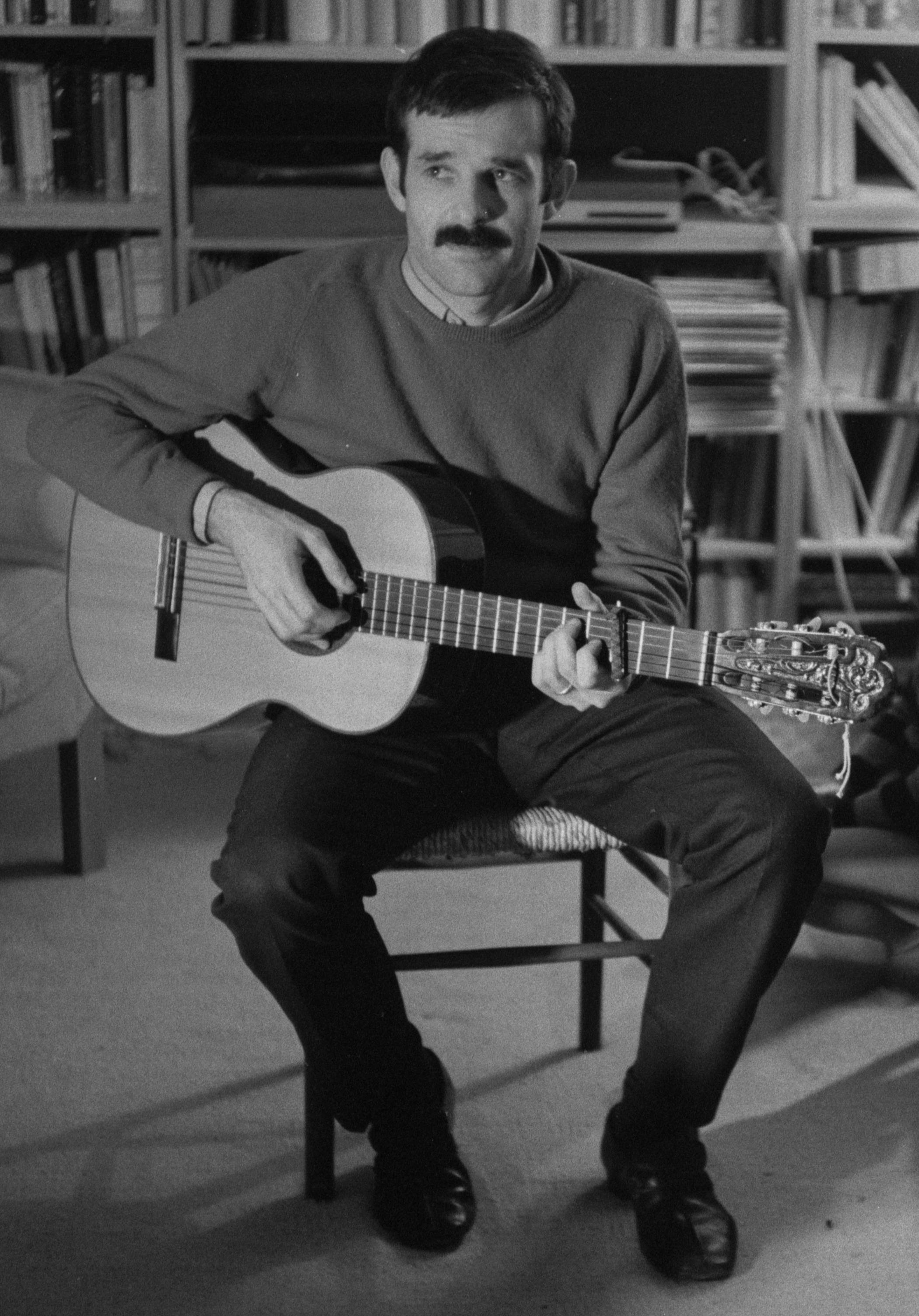
Mani Matter, Foto: Hans Krebs, Comet Photo, Bildarchiv der ETH Zürich, 1970

Hans Peter «Mani» Matter (* 4. August 1936 in Herzogenbuchsee; † 24. November 1972 auf der A3 bei Kilchberg; heimatberechtigt in Basel und Kölliken) war ein Schweizer Mundart-Liedermacher und Jurist. Seine berndeutschen Chansons zählen zu den populärsten der deutschsprachigen Schweiz. Zahlreiche namhafte Musiker liessen sich von Matters Werk inspirieren.

## Leben
Mani Matter wurde im Spital von Herzogenbuchsee geboren. Sein Vater Erwin Matter war Fürsprecher, seine Mutter, die Niederländerin Wilhelmina Matter-de Haan († 1953), Sekretärin, sein Grossvater väterlicherseits Oberbetriebschef bei den SBB. Mani hatte eine zwei Jahre ältere Schwester, Helen Matter.
Von seiner Mutter wurde Hans Peter Jan (holländisch für Hans) genannt. Aus Jan wurde im Mund seiner Schwester Helen Nani. Leicht verändert wurde dann Mani zu seinem Pfadfindernamen. Innerhalb der Familie wurde ausschliesslich französisch gesprochen.
Seine Kindheit und Jugend verbrachte er in Bern. Er besuchte die Primarschule Enge (1943–1947), das Progymnasium am Waisenhausplatz (1947–1951) und das Gymnasium Kirchenfeld, wo er 1955 die Maturitätsprüfung bestand. In seiner Gymnasialzeit schrieb er sein erstes Chanson, Dr Rägewurm, zur Melodie von Ballade des dames du temps jadis von Georges Brassens.
Da er nach dem Tod seiner Mutter zwei krampfartige Störungen erlitten hatte, wurde er vom Militär dienstuntauglich erklärt und konnte so nach dem Gymnasium direkt an die Universität Bern. Er studierte zuerst ein Semester Germanistik, dann wechselte er zur Jurisprudenz. 1963 erwarb er – unter anderem nach einem Praktikum am Amtsgericht Interlaken – das bernische Fürsprecherpatent.
1963 heiratete Mani Matter Joy Doebeli. Im gleichen Jahr wurde er Assistent beim Staatsrechtsprofessor Richard Bäumlin, 1965 erlangte er den Doktorgrad bei Hans Huber mit der Bestnote «summa cum laude». 1967/1968 verbrachte er mit seiner Familie – seiner Ehefrau und den drei Kindern (Ueli, Sibyl und Meret Matter) – ein Jahr an der University of Cambridge und arbeitete dort an seiner Habilitationsschrift, die er bis auf die Fussnoten fertigstellte, aber nie einreichte. 1969 trat er die neugeschaffene Stelle als Rechtskonsulent der Stadt Bern an; ab 1970 bekam er daneben von der Universität Bern – unterdessen als Oberassistent – einen Lehrauftrag für Staats- und Verwaltungsrecht.
Matter war mit seinen berndeutschen Chansons 1960 erstmals im Radio zu hören. Öffentliche Auftritte gab er ab 1967, zunächst stets zusammen mit den Berner Troubadours. Sein erstes Soloprogramm startete er erst – von Emil Steinberger dazu gedrängt – im Herbst 1971 mit einem Auftritt im Kleintheater Luzern. 1965 wurden die ersten drei Liedtexte von ihm veröffentlicht: im Sammelband Ballade, Lumpeliedli, Chansons à la Bernoise des Berner Benteli-Verlags. 1966 erschien seine erste Schallplatte mit Studioaufnahmen; seine fünfte und letzte stellte er selber aus Live-Aufnahmen zusammen. Einige seiner Chansons sind nur aus späteren Aufnahmen seiner Freunde Jacob Stickelberger und Fritz Widmer bekannt, von ihnen unter dem Titel Dr Kolumbus veröffentlicht, ebenso wie die 1972 zu dritt für das geplante neue Programm komponierte Kriminalgschicht.
Am Abend des 24. November 1972 fuhr Mani Matter mit seinem Fahrzeug bei regennasser Fahrbahn auf der A3 auf dem Gemeindegebiet von Kilchberg in einen langsam fahrenden Lastwagen mit Anhänger. Weitere nachfolgende Fahrzeuge konnten nicht mehr ausweichen und erfassten den Unfallwagen. Sechs Personen wurden beim Unfall verletzt, Mani Matter verstarb noch auf der Unfallstelle. Er befand sich auf der Hinfahrt zu einem Konzert in Rapperswil. Fotos der Unfallstelle wurden unter anderem vom damaligen Keystone-Fotoreporter Viktor Dammann erstellt und in der Folge aufgrund der Popularität Matters in den Schweizer Zeitungen verbreitet.
Mani Matter wurde 36 Jahre alt und hinterliess zum Zeitpunkt seines Unfalltods seine Frau Joy Matter sowie drei Kinder, Sibyl, Meret und Ueli. Sein Grab befindet sich auf dem Berner Bremgartenfriedhof. Weitere direkte Erinnerungsstätten, beispielsweise am Unfallort, gibt es nicht. Matters Nachlass wird im Schweizerischen Literaturarchiv in Bern aufbewahrt.

## Lieder
Mani Matter hat die Texte seiner Lieder selbst verfasst, die Melodien komponiert und die Lieder vorgetragen, nach dem Vorbild der französischen Liedermacher bzw. auteurs-compositeurs-interprètes wie zum Beispiel Georges Brassens. Die Melodien sind volksliedhaft gehalten, in seinen späteren Liedern verlagert sich das Schwergewicht auf Molltonarten.
Seine Liedtexte gehen oft von alltäglichen Situationen aus, die philosophisch hinterfragt oder ins Absurde gezogen werden. Ausgehend von der Frage Was isch es Sändwitsch ohni Fleisch? S isch nüt als Brot kommt er in «Betrachtige über nes Sändwitsch» auf die Dialektik des Sandwichs zu sprechen. Im Lied Bim Coiffeur bini gsässe packt den Erzähler beim Blick in den Spiegel, der einen weiteren Spiegel zeigt, ein «metaphysisches Gruseln». In I han es Zündhölzli azündt beschreibt er ausgehend vom Entzünden eines Streichholzes, das versehentlich auf den Teppich fällt, die mögliche Zerstörung der Welt, die im letzten Vers wieder zurückgenommen wird. Absurde Erzählungen finden sich zum Beispiel im Nüünitram oder in Us emene lääre Gygechaschte («Aus einem leeren Geigenkasten»).

## Nachwirkung

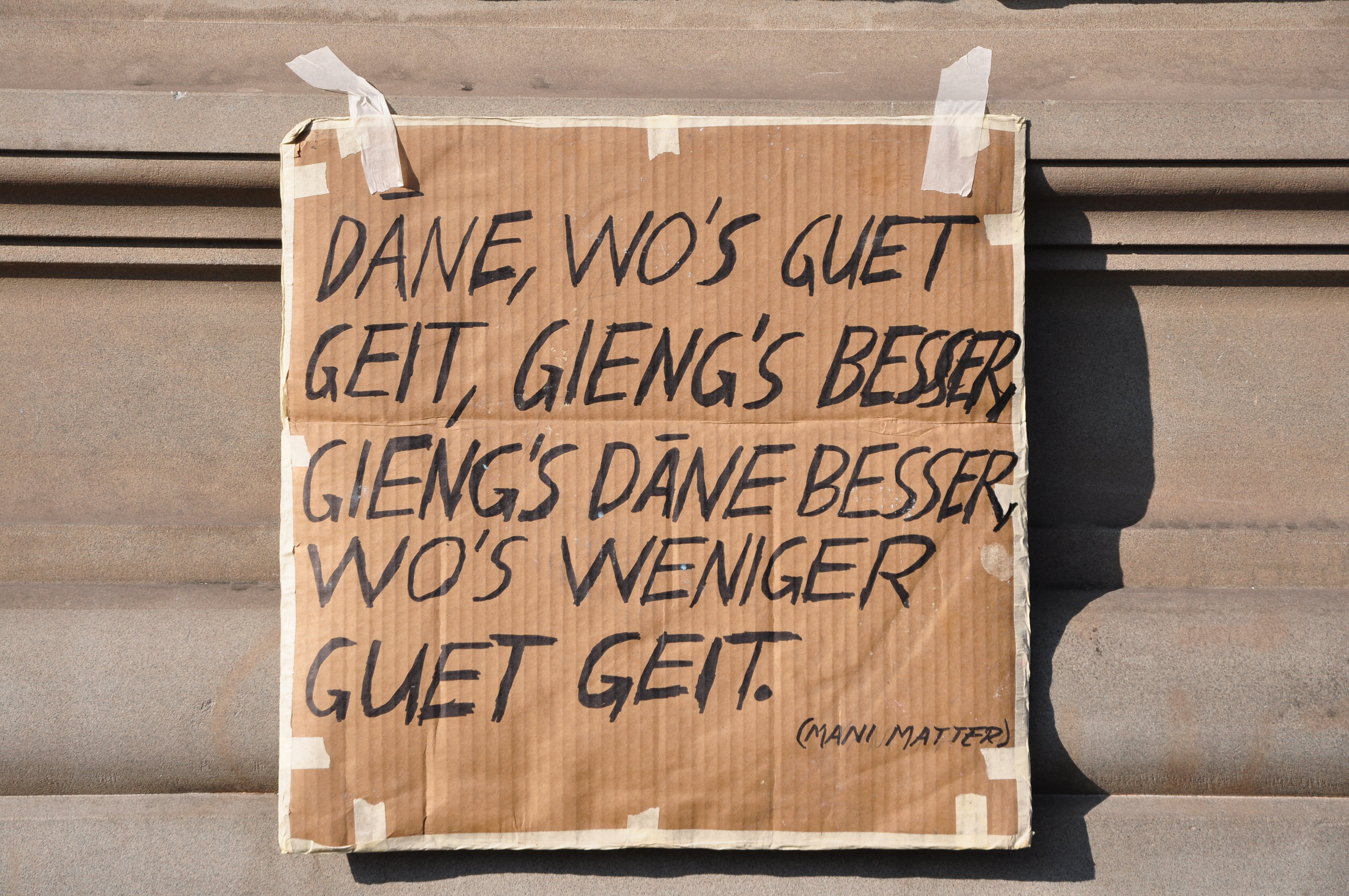
Aussagen von Mani Matter werden auch ausserhalb der Musikwelt aufgegriffen, wie z. B. bei einer Kundgebung in Zürich (2011)

Matters Lieder gehören bis heute zum populären Liedgut in der deutschsprachigen Schweiz. Zahlreiche Schweizer Musiker haben sich von ihm inspirieren lassen und seine Lieder gecovert, etwa Stephan Eicher, Polo Hofer, Bligg, Dodo Hug oder Züri West.
Eine Sammlung von Coverversionen verschiedener Interpreten erschien 1992 auf dem Album Matter Rock. Ueli Schmezers Coverband «MatterLive» beschäftigt sich ausschliesslich mit der Neuinterpretation von Matters Liedern. Im «Lied für Mani» der Band Eugen regte sich Sänger Stephan «Rämi» Ramming, der ansonsten hochdeutsch zu singen pflegt, in fast lupenreinem Bärndütsch über den Grossteil der Coverversionen auf und textete unter anderem folgendes Statement gegen die Kommerzialisierung von Matters Liedgut: «Uf sim Grab hei si tanzet, wie wenn Chilbi wär. Und niemer hät ne ghört wien er rüeft: ‹Losed zue! Höred mit dem Gschrey uf – Löd my in Rue!›» «Rämi» erklärte dazu: «Bei vielen Versionen passte die Musik zum Text wie Schoggisauce zu Kalbsbratwurst. Matters Geist kam dabei natürlich unter die Räder.»
Stephan Eicher machte das Lied Hemmige so bekannt, dass an seinen Konzerten auch französischsprachige Zuhörer den Refrain des berndeutschen Liedes auswendig mitsingen.
Dr Sidi Abdel Assar vo El Hama, eine orientalische Ballade in Form eines Limericks, wurde 1994 von Oskar Weiss als Bilderbuch herausgegeben und 2011 von Guillermo Sorya als Video neu interpretiert. Das Schweizer Fernsehen begab sich 2008 im realen El Hamma in Tunesien auf die Suche nach einem «Sidi Abdel Assar», wurde jedoch nicht fündig.
Reinhard Prenn und Gerhard Ruiss übertrugen in den 1990er Jahren einige Matter-Lieder ins Wienerische und veröffentlichten sie auf zwei CDs: Gö (1994) und Öha (1997).
2002 schilderte Friedrich Kappeler in seinem Dokumentarfilm Mani Matter – Warum syt dir so truurig? das Leben Mani Matters und zeichnete den Einfluss seiner Chansons nach.

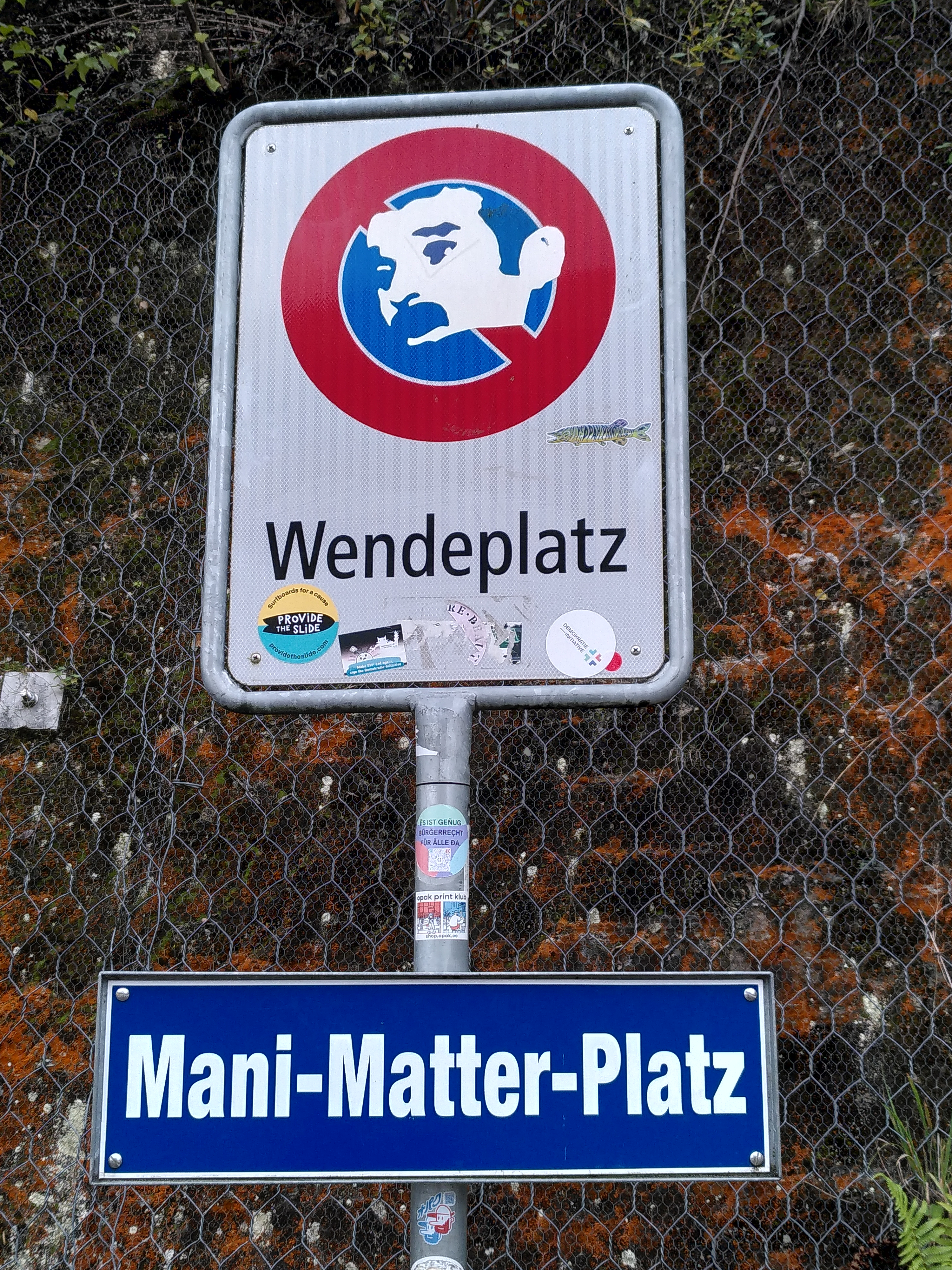
Mani-Matter-Platz in Wabern; auf dem Parkierverbot ist ein Bild von Mani Matter zu erkennen

Mit den Songs Matter des Berner Liedermachers Tinu Heiniger und Värslischmied der Berner Mundartband «Halunke» entstanden zwei musikalische Hommagen an den Berner Liedermacher. Darüber hinaus nannte das Berner Mundart-Rapduo Lo & Leduc einen 2011 veröffentlichten Titel als Hommage an Mani Matter Warum düet dir so fröhlech.
Mani Matter zu Ehren wurde im Sommer 2003 eine kleine Strasse am Rathaus in Bern «Mani-Matter-Stutz» benannt. Zu seinem 80. Geburtstag wurde 2016 in Wabern (Gemeinde Köniz) der Platz bei der Talstation der Gurtenbahn nach ihm benannt. Er hatte mit seiner Familie einige Jahre in der Nähe gelebt. Auch in seinem Geburtsort Herzogenbuchsee wurde 2017 ein Platz im Dorfzentrum nach ihm benannt.
2016 veröffentlichte der Liedermacher Jan Řepka 36 Lieder von Mani Matter in tschechischer Adaption zusammen mit einem zweisprachigen 160 Seiten umfassenden Booklet.
An den Swiss Music Awards 2017 wurde ihm postum der Tribute Award verliehen. Die Laudatio hielt Emil Steinberger. Ebenfalls 2017 drehte der Schweizer Filmemacher Cyril Schäublin den von Matters Lied Dene wos guet geit inspirierten gleichnamigen mehrfach ausgezeichneten Film.
Seit März 2020 sind diverse Stücke von Mani Matter auch auf dem Streamingdienst Spotify gelistet.
50 Jahre nach dem Unfalltod des Liedermachers gab die Eidgenössische Münzstätte (Swissmint) 2022 eine 20-Franken-Silbermünze zu Mani Matter in Umlauf.

## Werke

### Bücher
- Die Legitimation der Gemeinde zur staatsrechtlichen Beschwerde. Diss. iur. Stämpfli, Bern 1965.
- Us emene lääre Gygechaschte. Berndeutsche Chansons. Kandelaber, Bern 1969; Zytglogge, Oberhofen 2011, ISBN 978-3-7296-0828-3.
- Warum syt dir so truurig? Berndeutsche Chansons. Hrsg. v. Joy Matter. Benziger, Zürich 1973; Zytglogge, Oberhofen 2011, ISBN 978-3-7296-0826-9.
- Mani Matters Sudelhefte. Benziger, Zürich 1973.
- Rumpelbuch. Hrsg. v. Joy Matter u. a., mit einem «Kumpelwort» von Peter Lehner. Benziger, Zürich 1976.
- Histoire du soldat – Die Geschichte vom Soldaten. Ins Deutsche übertragen von Mani Matter. Edition Lesabéndio, Bern 1991; Zytglogge, Oberhofen 2012, ISBN 978-3-7296-0844-3.
- Sudelhefte – Rumpelbuch. (In einem Band.) Ex Libris, Zürich 1978; Zytglogge, Oberhofen 2011, ISBN 978-3-7296-0829-0.
- Einisch nach emne grosse Gwitter. Berndeutsche Chansons. Hrsg. v. Joy Matter. Benziger, Zürich 1992; Zytglogge, Oberhofen 2011, ISBN 978-3-7296-0827-6.
- Dr Sidi Abdel Assar vo El Hama. Bilder (von Oskar Weiss), Text und Partitur. Zytglogge, Gümligen 1995, ISBN 3-7296-0497-X.
- Das Cambridge-Notizheft. Tagebuch 1968. Mit einem Essay von Urs Frauchiger. Zytglogge, Oberhofen 2011, ISBN 978-3-7296-0830-6.
- Die pluralistische Staatstheorie oder Der Konsens zur Uneinigkeit (1967/68). Hrsg. v. Benjamin Schindler. Zytglogge, Oberhofen 2012, ISBN 978-3-7296-0852-8.
- Was kann einer allein gegen Zen Buddhisten. Philosophisches, Gedichte, Politisches, Erzähltes und Dramatik. Zytglogge, Basel 2016, ISBN 978-3-7296-0942-6.[18]

### Schallplatten
- I han en Uhr erfunde. Berner Chansons von und mit Mani Matter (EP), Zytglogge (zyt 1), Bern 1966 (mit dem Lied Si hei dr Wilhälm Täll ufgfüert).
- Alls wo mir i d Finger chunnt (EP), Zytglogge (zyt 4), Bern 1967.
- Hemmige (EP), Zytglogge (zyt 12), Bern 1970.
- Betrachtige über nes Sändwitsch (EP), Zytglogge (zyt 20), Bern 1972.
- Ir Ysebahn (LP), live im Théâtre Fauteuil in Basel. Zytglogge (zyt 21), Bern 1973, mit den Liedern über Bernhard Matter und Karl Tellenbach.
- I han es Zündhölzli azündt (Doppel-LP mit den Chansons der ersten vier Platten). Zytglogge (zyt 24), Bern 1973.
- Mani Matter und die Anfänge des Berner Chansons. Radiosendung vom 27. Februar 1970 (CD). Zytglogge (zyt 4324), Oberhofen 2011.

## Fernsehbeiträge
- Franz Hohler: Mani Matter: Ein Fernsehporträt. In: Sternstunde Kunst (SRF). 1973 (Video; 32 min).
- «Der Unfall», Mani Matters unbekannte Seite. In Kulturplatz (SRF). 12. August 2015.
- Mythos Matter. In: Kulturplatz (SRF). 2. November 2022 (Wiederholung am 26. November 2022 auf 3sat).

## Radiobeiträge
- Eliane Laubscher: Neu aufgelegt: Das ist Mani Matter 2022. DRS 3, 24. November 2022.
- Pilo Lydlow: Ein Ständchen für Mani Matter von Jael, Boni Koller und Beat-Man. Radio DRS, 4. August 2016.